# Ciclo Hampson-Linde

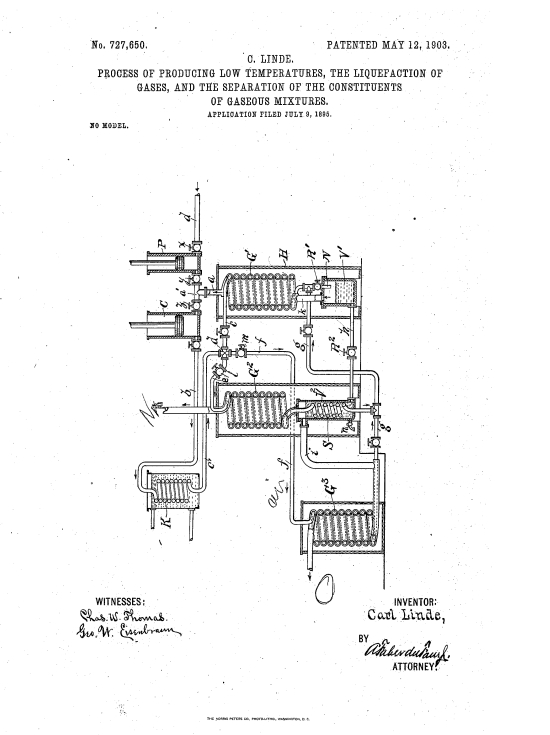
The 1895 cycle.

O Ciclo Hampson–Linde é baseado no efeito Joule-Thomson e é usado na liquificação dos gases. W. Hampson e Carl von Linde independentemente entrou com pedido de patente do ciclo em 1895.